# Philip von Saltza

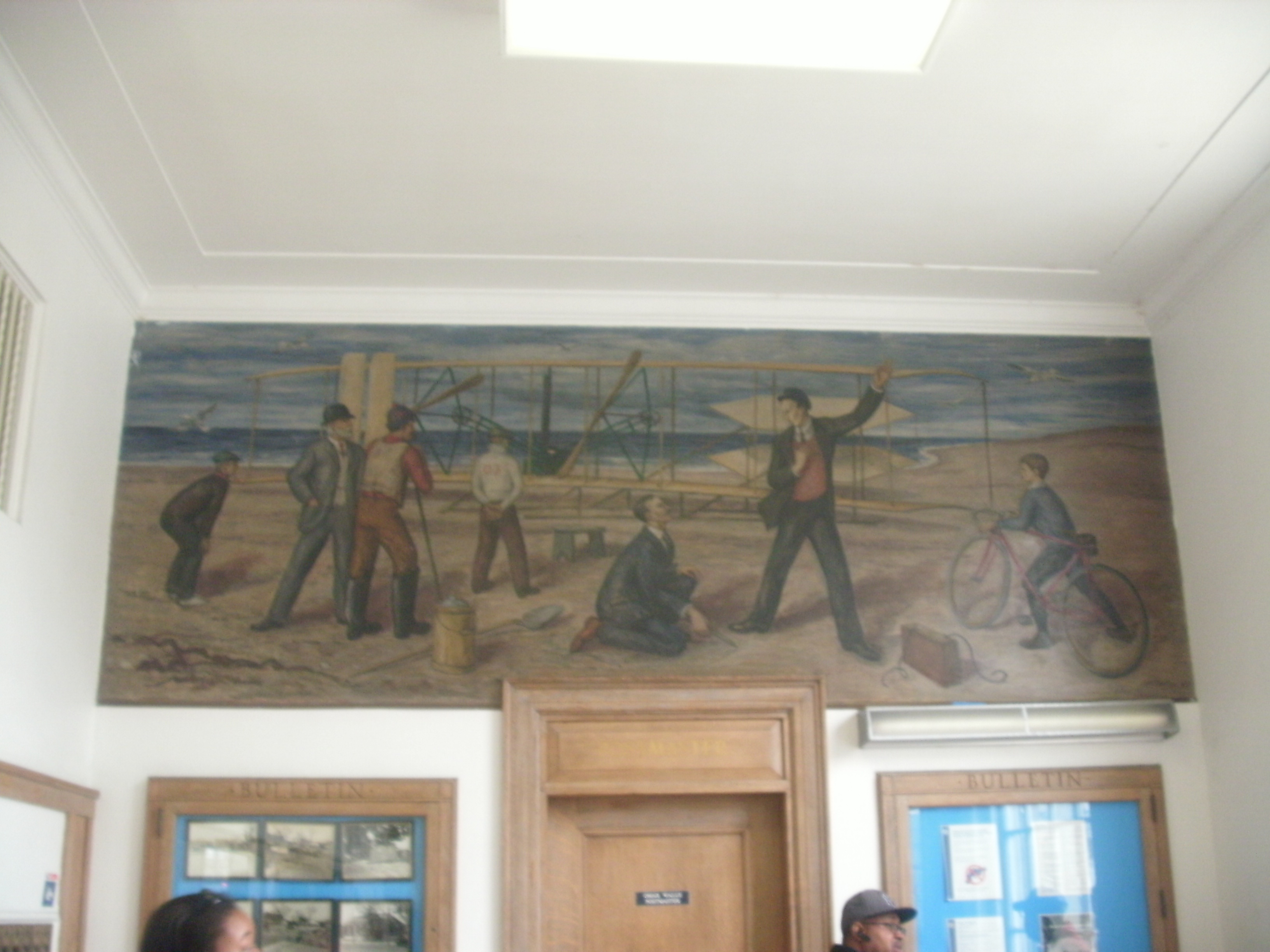
First Flight of the Wright Brothers at Kitty Hawk i postkontoret i Williamston, North Carolina.

Philip von Saltza, född 9 mars 1885 i Stockholm, död 21 januari 1980, var en svensk-amerikansk ingenjör och konstnär.

## Biografi
Philip von Saltza var son till Fredrik von Saltza och Wilhelmina Henriette Charlotta Stoopendaal och gift 1910–1922 med Katherine Warren Hardenbergh och från 1925 med Bertha Jane Miller. Han var systerson till Henrik Stoopendaal, Ferdinand Stoopendaal och Georg Stoopendaal. Han kom med sina föräldrar till Amerika 1891 och utbildade sig till gruvingenjör. Vid sidan av sitt arbete var han verksam som konstnär i Salem i Massachusetts.